# Барложня-Ґосьцешинська
Барложня-Ґосьцешинська (пол. Barłożnia Gościeszyńska, нім. Barloschen bei Wollstein) — село в Польщі, у гміні Вольштин Вольштинського повіту Великопольського воєводства.
Населення — 196 осіб (2011).
У 1975-1998 роках село належало до Зеленоґурського воєводства.

## Демографія
Демографічна структура станом на 31 березня 2011 року:
|          | Загалом | Допрацездатний вік | Працездатний вік | Постпрацездатний вік |
| -------- | ------- | ------------------ | ---------------- | -------------------- |
| Чоловіки | 100     | 23                 | 68               | 9                    |
| Жінки    | 96      | 22                 | 58               | 16                   |
| Разом    | 196     | 45                 | 126              | 25                   |